# دونجوسارو
دونجوسارو (بالأنكليزية:Dongosaru) هي قرية في جمهورية بالاو، وعاصمة ولاية سونسورول. يبلغ عدد السكان فيها عام 2009 حوالي 30 نسمة.